# 上海市杨浦区中医医院
上海市杨浦区中医医院原名東海中醫醫院，是位於中華人民共和國上海市楊浦區杭州路眉州路交叉口的一個二級甲等中醫醫院，成立於1980年4月。